# Nova Derevnea, Pervomaiske
Nova Derevnea (în ucraineană Нова Деревня) este un sat în comuna Kresteanivka din raionul Pervomaiske, Republica Autonomă Crimeea, Ucraina.

## Demografie
Componența lingvistică a localității Nova Derevnea
     Rusă (63,47%)
     Tătară crimeeană (21,87%)
     Ucraineană (14,13%)
Conform recensământului din 2001, majoritatea populației localității Nova Derevnea era vorbitoare de rusă (63,47%), existând în minoritate și vorbitori de tătară crimeeană (21,87%) și ucraineană (14,13%).